# Ulica Juliana Tuwima w Łodzi
Ulica Juliana Tuwima w Łodzi – łódzka śródmiejska ulica o długości ok. 2,4 km, licząca 102 numery parzyste i 99 nieparzystych, krzyżująca się z 10 ulicami, posiadająca status drogi powiatowej, rozpoczynająca się na Śródmieściu od ul. Piotrkowskiej jako przedłużenie ul. Andrzeja Struga i kończąca się ślepo, na wysokości parku 3 Maja na Widzewie. W 2013 przeszła gruntowny remont, podczas którego odnowiono starą kostkę granitową oraz wymontowano stare tory tramwajowe (zabytkowa ich część pozostała na odcinku ulicy Struga).
W 2018 w ramach przebudowy układu drogowego w Nowym Centrum Łodzi odcięto bezpośredni przejazd pomiędzy Holoubka i Wydawniczą. Wzdłuż ślepego fragmentu ulicy wyznaczono miejsca parkingowe dla autobusów dalekobieżnych przyjeżdżających na postój z Łodzi Fabrycznej.

## Nazewnictwo
Jest jedną z najstarszych ulic w mieście, bowiem wytyczono ją już w 1823. Ponieważ stanowiła drogę dojazdową do ówczesnej puszczy łódzkiej (której reliktem jest dziś Park 3 Maja), skąd pozyskiwano drewno, nazwano ją Przechodem, a od 1826 Przejazdem. Drogą powrotną do miasta była wówczas równoległa do Przejazdu ul. Nawrot. (Obecnie obie te ulice są jednokierunkowe, jednak kierunek ruchu jest odwrotny do historycznego – ulicą Tuwima jeździ się od Parku 3 Maja ku śródmieściu, zaś Nawrot wyprowadza z centrum miasta ku byłym peryferiom.)
W latach 1915–1918 miała niemiecką nazwę Meisterhausstrasse. Po odzyskaniu niepodległości do czasów okupacji znów jako Przejazd. Podczas II wojny światowej od 1940 ponownie nazwana Meisterhausstrasse.
W latach 1945–1947 jako ul. Ignacego Daszyńskiego, następnie do 1954 znów pod pamiętającą początki Łodzi przemysłowej nazwą Przejazd. W 1954 przemianowana na ul. Juliana Tuwima, która to nazwa zachowała się do dziś.

## Obiekty położone w okolicy ulicy J. Tuwima
- ul. Piotrkowska 98 (przy skrzyżowaniu z ul. J. Tuwima) Magazyn Konfekcyjny Emila Schmechela, zwany Domem buta
- nr 3 Dom Zgromadzenia Majstrów Tkackich, dawne kino Lutnia, następnie kino Wisła, obecnie klub Cabaret
- nr 4 dawne Kino Gdynia
- nr 10 fabryka Wagnera – od 2022 po rewitalizacji Fabryka Aktywności Miejskiej, siedziba Biura Aktywności Miejskiej Urzędu Miasta Łodzi
- ul. H. Sienkiewicza 38 (przy skrzyżowaniu z ul. J. Tuwima) Kościół Podwyższenia Świętego Krzyża
- Park im. Henryka Sienkiewicza
- nr 17 Dom Otto Gehliga
- ul. Kilińskiego 82 (przy skrzyżowaniu z ul. J. Tuwima) kamienica czynszowa Mojżesza Szmula Bronowskiego
- nr 22/26 Biuro Projektów Budownictwa Komunalnego
- nr 28 Wieżowiec PKP S.A.
- nr 38 Poczta Główna w Łodzi